# Cromosoma en escobilla

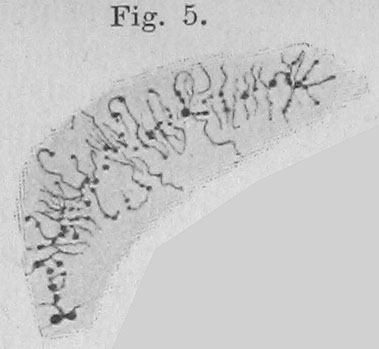
Cromosoma en escobilla de un ovocito de tritón.

En Biología, los cromosomas en escobilla (también llamados cromosomas plumosos), observados por primera vez por Walther Flemming en 1882 en oocitos de salamandra (Ambystoma mexicanum), son uno de los tipos de cromosomas más grandes y se hallan en los oocitos de la mayoría de los animales, exceptuando a los mamíferos. Se hallan durante el estado de la meiosis I denominado diploteno. Luego de este relativamente largo período de la meiosis I, los cromosomas en escobilla vuelven a compactarse durante el período de metafase I. Son estructuras transitorias, específicamente bivalentes (es decir, dos cromosomas apareados cada uno de los cuales está formado por dos cromátidas hermanas). Cada uno de los dos cromosomas está constituido por dos largas hebras que forman muchos "rulos" o "bucles", a la manera de un cepillo o escobilla, a lo largo del eje mayor del cromosoma. Esos "rulos" permiten que el ADN se halle disponible para el proceso de transcripción durante la maduración del ovocito. De hecho, la presencia de cromosomas en escobilla en una célula es indicador de que está ocurriendo la transcripción del ARN mensajero.
El nombre de "cromosomas en escobilla" ("lampbrush chromosome") fue acuñado por J. Rückert en 1892, quien asimiló la forma de estos cromosomas a un cepillo del siglo XIX, bastante equivalente a lo que actualmente se denomina "limpiatubos".